# GNPOC
GNPOC (ang. Greater Nile Petroleum Operating Company) – przedsiębiorstwo naftowe działające na terenie Sudanu. Powstało 18 czerwca 1997; brało udział w konstrukcji ropociągu z pól naftowych w rejonie granicznym Sudanu i Sudanu Południowego do rafinerii w Chartumie i El Obeid, a także do Port Sudan z przeznaczeniem na eksport. Jego siedziba mieści się w Khartoum Tower w Chartumie.
Pozwolenia na wydobycie obejmują duże pola naftowe Unity oraz Heglig, a także mniejsze El Toor, El Noor, Toma South, Bamboo, Munga i Diffra.

## Udziałowcy
GNPOC jest spółką typu joint venture, w której udziały mają:
- China National Petroleum Corporation (CNPC) – 40%
- Petronas – 30%
- Oil and Natural Gas Corporation (ONGC) – 25%
- Sudapet – 5%

Udziały ONGC zostały nabyte w 2003 od kanadyjskiej korporacji naftowej Talisman Energy.